# أكذوبة اليسار الإسلامي (كتاب)
أكذوبة اليسار الإسلامي هو كتاب من تأليف الدكتور مصطفى محمود يتحدث فيه عن بعض مبادئ الفكر اليسارى عامة، ثم يفصل بعض الشئ فيما يُسمى بـ «اليسار الإسلامى». يتحدث عن تاريخ الماركسية وعلاقتها بالدين منذ نشأتها.. ويوضح أنه لا يوجد في الإسلام يسار أو يمين بل هو صراط مستقيم ليس حوله طرق أخرى إلا الباطل..الكتاب هو فضح لعوار هذه المناهج المخالفة للإسلام، مهما ادعى منظروها وأتباعها وتمسحوا بالإسلام، والتاريخ أكبر شاهد على ذلك.

## مقتطفات من الكتاب
- “لا توجد حتمية لحل واحد لاسواه.. بل أمامنا اختيار لنختار دائما ما يناسبنا.. وسيظل الأنسان يختار بين الحلول إلى أن تقوم الساعة..”
- “ألم نتعلم أن الانتخاب الحر هو أن يكون لنا حق الاختيار بين عدة مرشحين..فجاءوا هم بتعريفٍ مبتكر وعلمونا أن الانتخاب الحر هو ألا نجد من نختار إلا مرشحاً واحداً نقول عليه: لا..نعم. ألم تصعد نتائج الاستفتاءات على أيامهم فرأيناها تصل في سوريا إلى 99.999%. ولو أن الله استفتى على ذاته لما فاز سبحانه وتعالى بهذه النسبة الخرافية..وهو القائل عز وجل (وما أكثر الناس ولو حرصت بمؤمنين) فلن يصوت مع الله إلا القلة، هكذا يقول رب الجلالة عن نفسه”
- “يتصرف المثقفون ذو الياقات العالية أن الإسلام سبيل فرقة وليس سبيل وحدة لأنهم يفهمون الإسلام على أنه نقيض للمسيحية وأنه سوف يأتي بالعصبية الدينية وبالحرب على كل من هو غير مسلم، ومن عجب الإسلام أنه لا أحد يطرح الإسلام كسبيل وحدة وحينما يطرح الإسلام في مجالس المثقفين نرى الذي يزوى بصره. والذي يشيح بيده والذي يمصمص بشفتيه في استخفاف!وينسى الكل أن الذي أعطاهم لغة واحدة يتكلمون بها والذي صنع منهم أمة عربية لها تاريخ هو الإسلام والقرآن ومحمد”
- “يقول له ربه في موضوع الوحدة (لو أنفقت ما في الأرض جميعا ما ألّفت بين قلوبهم ولكن الله ألّف بينهم) وذلك سر آخر من أسرار الوحدة.. فالوحدة لا تتم بمجرد توحد أفكار وتوحد عقول وإنما لابد من تأليف القلوب.. وذلك أمر لا يملكه إلا رب القلوب، ولا تستطيع أية قيادة أن تؤلف قلوب الناس ولا تستطيع أن توحد أرواحهم.. وإنما هي على أكثر تقدير تطلق شعارات وتحرك العقول. والعقول تتبع الأهواء وتعشق الجدل وليس وراء الجدل إلا الفرقة.”
- “المتدين لا يعرف إلا سراطاً واحداً مستقيماً ليس فيه يمين ولا يسار لأن الحق عنده وحده، وليس على يمين الحق وليس على يساره إلا الباطل”
- “أدركت إنجلترا وفرنسا ومن بعدهما أوروبا وأمريكا أن الوحدة على الأرض العربية معناها قيام أقوى دولة في العالم تملك المال والطاقة والعقيدة واجتماع هذه الاسلحة الثلاثة لأمة معناه العظمة والقوة التي لا تقهر ولذلك اتفقت جهود الكل على ضرب الوحدة وتفتيتها في جميع العهود”
- “حال التراث الماركسي في التطبيق العملي.. نراه دائماً يتحول إلى أشخاص وأهواء وتارات ومادة الخصومة واختلاف أزلي بلا هدنة وبلا نهاية..وشعار الماركسي هو كلمة جوركى الشهير..(جئت إلى العالم لكي أختلف معه) لم يقل لكي أختلف مع الباطل..بل مع العالم أياً كان هذا العالم على الحق أو على الباطل..لأن التناقض والصراع هو مفهوم التقدم عندهم..وهو مفهوم يعطى رخصة القتل والتصفية الجسدية لأي زعيم يجلس على الكرسى”
- “ثم رأيناهم لا يكتفون بمحاولة التودد للمسلمين، بل رأيناهم يتجاوزون هذا إلى محاولة الزواج السفاح بالإسلام، فسمعنا عن الجماعة الماركسية الإسلامية في إيران، ثم رأينا الرفاق الحجاج في مصر وعلى رأسهم الحاج خالد محيي الدين يقودون المسيرة الماركسية وقد لبسوا لنا لباسا وقرأنا لفلاسفتهم يكتبون عن اليسار في الإسلام.. وأصبح الشعار الجديد.. نحن نختلف مثلكم مع الماركسية، ولكننا نؤمن بالمنهج الماركسي الاجتماعي وهو لايتعارض مع الدين.. فتعالوا يا إخوان إلى كلمة سواء نأخذ من ماركس ما يوافقنا وندع ما يتناقض وتراثنا وتقاليدنا. ونسى الرفاق أو تناسوا أن الماركسية فكر شمولي إذا أخذت بعضه ورفضت بعضه فقد هدمته لأنه كل مترابط متماسك..”

## وصلات خارجية
- فيديو حلقات الدكتور مصطفى محمود.
- مدونة الدكتور مصطفى محمود.
- «كان نائماً في سكينة تامة لم يستيقظ منها»: ابنة مصطفى محمود لـ«العربية.نت»: العالم الكبير رحل في هدوء، العربية نت، 31 أكتوبر 2009.
- صفحة مصطفى محمود على موقع أبجد
- صفحة اقتباسات مصطفى محمود على موقع أبجد
- صفحة باسم الدكتور رائعة على الفيس بوك
- الفيلم الوثائقي العالم والايمان على اليوتيوب
- محمود تحميل كتب الدكتور مصطفى محمود كاملة pdf